# Marxistische Streit- und Zeitschrift
Marxistische Streit- und Zeitschrift – Gegen die Kosten der Freiheit (MSZ) war eine seit Ende der 1960er Jahre bis 1991 durch die Marxistische Gruppe (MG) in München herausgegebene Zeitschrift. Ursprünglich hieß sie Münchener Studentenzeitung (MSZ) und war das offizielle Organ des AStA der LMU München. Nach Abschaffung der verfassten Studentenschaft in Bayern 1973 benannte sich die Publikation in Marxistische Studentenzeitung (MSZ) um und wurde als Veröffentlichung der Roten Zellen (später MG) weitergeführt. Daraus entstand später das bundesweite politische Magazin der MG unter dem Namen MSZ – Gegen die Kosten der Freiheit. Die Ausgaben vom November und Dezember 1983 erschienen unter dem Titel MZ – Marxistische Zeitung.
Mit der Auflösung der MG im Mai 1991 wurde auch die Herausgabe der MSZ eingestellt. Seit 1992 existiert mit dem GegenStandpunkt eine vierteljährlich erscheinende Nachfolgepublikation.